# Eleição municipal de Aracaju em 2016
A eleição municipal de Aracaju em 2016, assim como nas demais cidades brasileiras, foi realizada em 2 de outubro (primeiro turno) e 30 de outubro (segundo turno). Os aracajuanos aptos a votar elegeram prefeito, vice-prefeito e vinte e quatro vereadores para o mandato de 1° de janeiro de 2016 a 31 de dezembro de 2020. No pleito realizado em 2 de outubro, o então ex-prefeito Edvaldo Nogueira do PCdoB, recebeu 99.815 votos (38,76% dos votos válidos), sendo o segundo colocado o então deputado federal Valadares Filho, do PSB, que recebeu 98.071 votos (38,09% dos votos válidos). De acordo com a legislação, como nenhum dos candidatos atingiram mais de 50% dos votos válidos, realizou-se um segundo turno em 30 de outubro, onde Edvaldo Nogueira foi eleito prefeito de Aracaju, com 146.271 votos (52,11% dos votos válidos), enquanto Valadares Filho, recebeu 134.435 (47,89% dos votos válidos).

## Regras eleitorais
No decorrer do ano de 2015, o Congresso Nacional aprovou uma reforma política, que fez consideráveis alterações na legislação eleitoral. O período oficial das campanhas eleitorais foi reduzido para 45 dias, com início em 16 de agosto, o que configurou em uma diminuição pela metade do tempo vigente até 2012. O horário político também foi reduzido, passando de 45 para 35 dias, com início em 26 de agosto. As empresas passaram a ser proibidas de financiarem campanhas, o que só poderá ser feito por pessoas físicas.
A Constituição estabeleceu uma série de requisitos para os candidatos a cargos públicos eletivos. Entre eles está a idade mínima de 21 anos para candidatos ao Executivo e 18 anos ao Legislativo, nacionalidade brasileira, pleno exercício dos direitos políticos, pelo menos um ano de domicílio eleitoral na cidade onde pretende candidatar-se, alfabetização e filiação partidária até o dia 2 de abril de 2016.

## Candidatos à prefeitura
O prazo para os partidos políticos realizarem as convenções partidárias destinadas à definição de coligações e escolha dos candidatos aos cargos de prefeito, vice-prefeito e vereador encerrou no dia 5 de agosto. Já o prazo para protocolar o registro de candidatura dos escolhidos nas convenções se encerrou em 15 de agosto. Nesta eleição, sete partidos lançaram candidatos à prefeitura aracajuana.
- Dr. Emerson (REDE): A Rede Sustentabilidade realizou em 27 de julho, domingo, sua convenção partidária na Câmara de Vereadores de Aracaju (SE). Na ocasião, foi anunciada a candidatura do médico Emerson Ferreira como candidato a prefeito da capital. O dermatologista tem 63 anos e cumpre mandato como vereador.[5] Como vice-prefeito, foi escolhido o advogado Caio César Andrade de Almeida, de 23 anos. Ele é membro da Comissão de Meio Ambiente da Ordem dos Advogados do Brasil (OAB). O partido não formalizou nenhuma aliança com outro partido.

- Edvaldo Nogueira (PCdoB): O Partido Comunista do Brasil (PCdoB) realizou em 5 de agosto, sexta-feira, a sua convenção partidária na Assembleia Legislativa de Sergipe (ALESE) para anunciar a candidatura de Edvaldo Nogueira à prefeitura de Aracaju, tendo Eliane Aquino (PT) como postulante a vice-prefeita na sua chapa.[6] Edvaldo Nogueira já foi prefeito da capital sergipana a partir de 2006, quando assumiu a prefeitura de Aracaju devido à renúncia do então prefeito Marcelo Déda para se candidatar ao governo do estado, sendo eleito no mesmo ano. De 2008 a 2012, continuou na prefeitura após ser reeleito pela população do município. A sua coligação, "Pra Aracaju ter qualidade de vida", firmou aliança com outros sete partidos, além do PCdoB, compõem a chapa: PT, PMDB, PSD, PRB, PTN, PTdoB e PRP.

- João Alves Filho (DEM): O Democratas (DEM) realizou em 5 de agosto, sexta-feira, a sua convenção partidária na sede do partido no bairro 13 de Julho, onde o presidente municipal do DEM, Walker Carvalho, confirmou que João Alves Filho, será candidato à prefeitura da capital. Para o cargo de vice-prefeito foi anunciado o nome de Jailton Santana, que atualmente é vereador da capital sergipana pelo PSDB.[7] João Alves Filho é o atual prefeito, bem como já exerceu a prefeitura entre 1975 e 1979. Também já foi governador do estado de Sergipe por três mandatos: de 1983 a 1987, de 1991 a 1994, e de 2003 a 2006. A sua coligação, "Aracaju em boas mãos", firmou aliança com outros cinco partidos, além do DEM, compõem a chapa: PSDB, PPS, PV, PHS e PEN.

- Professora Sônia Meire (PSOL): O Partido Socialismo e Liberdade (PSOL) oficializou em 2 de agosto, terça-feira, a candidatura de Sônia Meire, à prefeitura de Aracaju. A convenção do partido foi realizada embaixo da ponte Aracaju/Barra, no bairro Industrial, reunindo militantes, filiados e simpatizantes da agremiação.[8] Sua coligação, "Lutar para transformar Aracaju", tem como candidato a vice-prefeito Vinícius Oliveira, também do PSOL, que firmou aliança com o PCB.

- Valadares Filho (PSB): O Partido Socialista Brasileiro (PSB) realizou em 5 de agosto, sexta-feira, a sua convenção partidária na sede do partido, localizada no bairro Salgado Filho, zona sul de Aracaju, onde foi oficializada a candidatura do deputado federal Valadares Filho à Prefeitura de Aracaju. O candidato a vice será o deputado estadual Pastor Antônio dos Santos (PSC).[9] Valadares Filho exerce atualmente o mandato de deputado federal, e foi candidato à prefeitura de Aracaju nas eleições de 2012, quando fora derrotado pelo atual prefeito e concorrente à reeleição, João Alves Filho. A sua coligação, "Aracaju vai renovar" é composta por 14 partidos: PSB, PSC, PP, PTB, PR, PDT, SD, PROS, PSL, PMB, PTC, PRTB, PSDC e PPL.

- Vera Lúcia (PSTU): O Partido Socialista dos Trabalhadores Unificado (PSTU) realizou a sua convenção partidária em 20 de julho, quarta-feira, em Aracaju. Durante o encontro foi lançada a pré-candidatura de Vera Lúcia para a prefeitura de Aracaju e Elinos Sabino dos Santos para vice-prefeito.[10] Segundo Vera Lúcia, assim como nas eleições anteriores, o partido segue com candidatura própria, sem formalizar aliança com algum outro partido.

| Prefeito(a)            | Prefeito(a) | Prefeito(a) | Cargo político anterior                  | Vice-Prefeito(a)          | Vice-Prefeito(a) | Vice-Prefeito(a) | Coligação                                                                                | Número eleitoral | Tempo de horário eleitoral |
| Candidato              | Partido     | Partido     | Cargo político anterior                  | Candidato                 | Partido          | Partido          | Coligação                                                                                | Número eleitoral | Tempo de horário eleitoral |
| Dr. Emerson            |             | REDE        | Vereador de Aracaju (2009-2016)          | Caio César                |                  | REDE             | Sem coligação                                                                            | 18               | 13s                        |
| Edvaldo Nogueira       |             | PCdoB       | Prefeito de Aracaju (2006-2012)          | Eliane Aquino             |                  | PT               | Pra Aracaju Ter Qualidade de Vida PCdoB, PT, PMDB, PSD, PRB, PTN, PTdoB, PRP             | 65               | 3min55s                    |
| João Alves Filho       |             | DEM         | Prefeito de Aracaju (2013-2016)          | Jailton Santana           |                  | PSDB             | Aracaju Em Boas Mãos DEM, PSDB, PPS, PV, PHS, PEN                                        | 25               | 2min01s                    |
| Professora Sônia Meire |             | PSOL        | Sem cargo político anterior              | Vinícius Oliveira         |                  | PSOL             | Lutar Para Transformar Aracaju PSOL, PCB                                                 | 50               | 14s                        |
| Valadares Filho        |             | PSB         | Deputado federal por Sergipe (2007-2018) | Pastor Antônio dos Santos |                  | PSC              | Aracaju Vai Renovar PSB, PSC, PP, PTB, PR, PDT, SD, PROS, PSL, PMB, PTC, PRTB, PSDC, PPL | 40               | 3min14s                    |
| Vera Lúcia             |             | PSTU        | Sem cargo político anterior              | Elinos Sabino             |                  | PSTU             | Sem coligação                                                                            | 16               | 8s                         |

#### Candidaturas indeferidas
- João Tarantella (PMN): O Partido da Mobilização Nacional (PMN) oficializou em 05 de agosto, sexta-feira, a candidatura de João Paes da Costa, mais conhecido como "João Tarantella", à prefeitura de Aracaju.[11] A decisão foi anunciada durante a convenção do partido realizada na capital sergipana. O escolhido para o cargo de vice-prefeito foi Josevaldo Rocha, o "Jota". O partido não formalizou nenhuma aliança com outro partido. Teve sua candidatura indeferida e concorreu sub-judice.[12]

| Prefeito(a)     | Prefeito(a) | Prefeito(a) | Cargo político anterior     | Vice-Prefeito(a)       | Vice-Prefeito(a) | Vice-Prefeito(a) | Coligação     | Número eleitoral | Tempo de horário eleitoral |
| Candidato       | Partido     | Partido     | Cargo político anterior     | Candidato              | Partido          | Partido          | Coligação     | Número eleitoral | Tempo de horário eleitoral |
| João Tarantella |             | PMN         | Sem cargo político anterior | Josevaldo “Jota” Rocha |                  | PMN              | Sem coligação | 33               | 11s                        |

## Pesquisas

### Primeiro turno
| Data                     | 23/08/2016 | 15/08/2016 | 26/09/2016       | 30/09/2016 |
| Instituto                | IBOPE      | IBOPE      | Paraná Pesquisas | IBOPE      |
| Fonte                    | [ 13 ]     | [ 14 ]     | [ 15 ]           | [ 16 ]     |
| ------------------------ | ---------- | ---------- | ---------------- | ---------- |
| Edvaldo Nogueira (PCdoB) | 28%        | 36%        | 38%              | 39%        |
| Valadares Filho (PSB)    | 15%        | 26%        | 25,8%            | 27%        |
| João Alves Filho (DEM)   | 18%        | 11%        | 10%              | 9%         |
| Emerson Ferreira (REDE)  | 3%         | 4%         | 4,4%             | 4%         |
| João Tarantella (PMN)    | 1%         | 3%         | 1,9%             | 3%         |
| Sônia Meire (PSOL)       | 4%         | 2%         | 1,3%             | 2%         |
| Vera Lúcia (PSTU)        | 7%         | 3%         | 3,1%             | 2%         |
| Brancos ou Nulos         | 19%        | 11%        | 9,2%             | 10%        |
| Indecisos                | 5%         | 4%         | 6,3%             | 4%         |

## Resultados
No primeiro turno das eleições (2 de outubro), 325.582 eleitores (81,96% dos eleitores) compareceram às urnas e 71.646 eleitores (18,04% do eleitorado) se abstiveram de votar. No segundo turno (30 de outubro), 321.975 eleiotres (81,06% dos eleitores) compareceram e 75.253 eleitores (18,94% do eleitorado) se ausentaram.

### Prefeito

#### 1º turno
Conforme dados do Tribunal Superior Eleitoral, foram apurados 257.505 votos válidos (79,09%), 14.015 votos em branco (4,3%) e 54.062 votos nulos (16,6%), resultando no comparecimento de 325.582 eleitores.
| Candidato(a)           | Votos  | Porcentagem |
| ---------------------- | ------ | ----------- |
| Edvaldo Nogueira PCdoB | 99.815 | 38,76%      |
| Valadares Filho PSB    | 98.071 | 38,09%      |
| João Alves Filho DEM   | 25.275 | 9,99%       |
| Dr. Emerson REDE       | 23.190 | 9,01%       |
| Sônia Meire PSOL       | 6.436  | 2,50%       |
| Vera Lúcia PSTU        | 4.278  | 1,66%       |
| João Tarantella PMN    | 0      | 0%          |

| Partido | Partido | Candidato  | Votos   | Votos (%) |
| ------- | ------- | ---------- | ------- | --------- |
|         | PCdoB   | Edvaldo    | 99 815  | 38,76%    |
|         | PSB     | Valadares  | 98 071  | 38,09%    |
|         | DEM     | João       | 25 715  | 9,99%     |
|         | REDE    | Emerson    | 23 190  | 9,01%     |
|         | PSOL    | Sônia      | 6 436   | 2,5%      |
|         | PSTU    | Vera       | 4 278   | 1,66%     |
|         | PMN     | Tarantella | 0       | 0%        |
| Totais  | Totais  | Totais     | 257 505 |           |
| Fonte:  |         |            |         |           |

#### 2º turno
Conforme dados do Tribunal Superior Eleitoral, foram apurados 280.706 votos válidos (87,18%), 8.563 votos em branco (2,66%) e 32.706 votos nulos (10,16%), resultando no comparecimento de 321.975 eleitores.
| Candidato(a)           | Votos   | Porcentagem |
| ---------------------- | ------- | ----------- |
| Edvaldo Nogueira PCdoB | 146.271 | 52,11%      |
| Valadares Filho PSB    | 134.435 | 47,89%      |

| Partido | Partido | Candidato | Votos   | Votos (%) |
| ------- | ------- | --------- | ------- | --------- |
|         | PCdoB   | Edvaldo   | 146 271 | 52,11%    |
|         | PSB     | Valadares | 134 435 | 47,89%    |
| Totais  | Totais  | Totais    | 280 706 |           |
| Fonte:  |         |           |         |           |

### Vereadores eleitos
Foram eleitos vinte e quatro vereadores para a Câmara Municipal de Aracaju. Conforme o Tribunal Superior Eleitoral, foram apurados 259.271 votos nominais (93,56%) e 17.680 votos de legenda (6,44%) resultando em 277.131 votos válidos. Esta quantidade de votos válidos (85,12%), somada aos 17.100 votos em branco (5,25%) e 31.351 votos nulos (9,63%), resultou no comparecimento de 325.582 eleitores.

Bancada eleita
  DEM: 2
  PMDB: 2
  PPS: 2
  REDE: 2
  PSD: 2
  PSB: 2
  PCdoB: 2
  PTB: 2
  PT: 1
  PDT: 1
  PHS: 1
  PEN: 1
  PMB: 1
  PRTB: 1
  PRB: 1
  PSDB: 1

| Número | Candidato(a)          | Partido | Votos | Porcentagem |
| ------ | --------------------- | ------- | ----- | ----------- |
| 13900  | Iran Barbosa          | PT      | 8.809 | 3,18%       |
| 25123  | Vinícius Porto        | DEM     | 7.802 | 2,82%       |
| 18000  | Kitty Lima            | REDE    | 4.925 | 1,78%       |
| 25789  | Juvêncio Oliveira     | DEM     | 4.861 | 1,75%       |
| 40852  | Lucas Aribé           | PSB     | 4.812 | 1,74%       |
| 14123  | Zezinho do Bugio      | PTB     | 4.548 | 1,64%       |
| 65444  | Isac                  | PCdoB   | 4.428 | 1,60%       |
| 15123  | Bigode do Santa Maria | PMDB    | 4.367 | 1,58%       |
| 28688  | Anderson de Tuca      | PRTB    | 4.064 | 1,47%       |
| 10123  | Pastor Alves          | PRB     | 3.996 | 1,44%       |
| 45678  | Dr. Manuel Marcos     | PSDB    | 3.932 | 1,42%       |
| 55123  | Evando Franca         | PSD     | 3.848 | 1,39%       |
| 55555  | Nitinho               | PSD     | 3.726 | 1,34%       |
| 51555  | Dr.ª Emília Corrêa    | PEN     | 3.652 | 1,32%       |
| 15555  | Dr. Gonzaga           | PMDB    | 3.350 | 1,21%       |
| 40640  | Elber Batalha         | PSB     | 3.252 | 1,17%       |
| 31600  | Seu Marcos            | PHS     | 3.111 | 1,12%       |
| 12345  | Jason Neto            | PDT     | 2.797 | 1,01%       |
| 23777  | Fábio Meireles        | PPS     | 2.761 | 1%          |
| 23800  | Palhaço Soneca        | PPS     | 2.657 | 0,96%       |
| 35000  | Thiaguinho Batalha    | PMB     | 2.298 | 0,83%       |
| 65100  | Professor Bittencourt | PCdoB   | 2.287 | 0,83%       |
| 14190  | Cabo Amintas          | PTB     | 2.148 | 0,78%       |
| 18010  | Américo de Deus       | REDE    | 2.000 | 0,72%       |